# Boschia excelsa
Boschia excelsa är en malvaväxtart som beskrevs av Pieter Willem Korthals. Boschia excelsa ingår i släktet Boschia och familjen malvaväxter. Inga underarter finns listade i Catalogue of Life.